# Alan Barrett
Alan Barrett   (La Valletta, 14 de novembre de 1912 - Northwich, 8 d'abril de 1961) fou un remer britànic que va competir durant la dècada de 1930.
El 1936 va prendre part en els Jocs Olímpics de Berlín, on guanyà la medalla de plata en la prova del quatre sense timoner del programa de rem. Formà equip amb Thomas Bristow, Peter Jackson i John Sturrock.